# Bruno Venturini
Bruno Venturini (26. září 1911 Carrara, Italské království – 7. březen 1991 Lecce, Itálie) byl italský fotbalový brankář.
Za reprezentaci odchytal čtyři utkání s to vše na OH 1936, kde získal zlatou medaili.

## Hráčská statistika
| Sezóna  | Klub            | Liga    | Liga   | Liga       | Ligové poháry | Ligové poháry | Ligové poháry | Kontinentální poháry | Kontinentální poháry | Kontinentální poháry | Celkem | Celkem |
| Sezóna  | Klub            | Soutěž  | Zápasy | Obdr. Góly | Soutěž        | Zápasy        | Góly          | Soutěž               | Zápasy               | Góly                 | Zápasy | Góly   |
| ------- | --------------- | ------- | ------ | ---------- | ------------- | ------------- | ------------- | -------------------- | -------------------- | -------------------- | ------ | ------ |
| 1927/28 | Carrarese       | Serie C | 5      | -?         | -             | 0             | 0             | -                    | 0                    | -0                   | 5      | -?     |
| 1928/29 | Carrarese       | Serie C | 2      | -?         | -             | 0             | 0             | -                    | 0                    | -0                   | 2      | -?     |
| 1929/30 | Carrarese       | Serie C | 17     | -?         | -             | 0             | 0             | -                    | 0                    | -0                   | 17     | -?     |
| 1930/31 | Carrarese       | Serie C | 26     | -?         | -             | 0             | 0             | -                    | 0                    | -0                   | 29     | -?     |
| 1931/32 | Fiorentina      | Serie A | 1      | -0         | -             | 0             | 0             | -                    | 0                    | -0                   | 1      | -0     |
| 1932/33 | Spezia          | Serie B | 9      | -?         | -             | 0             | 0             | -                    | 0                    | -0                   | 9      | -?     |
| 1933/34 | Spezia          | Serie B | 21     | -?         | -             | 0             | 0             | -                    | 0                    | -0                   | 21     | -?     |
| 1934/35 | Sampierdarenese | Serie A | 18     | -30        | -             | 0             | 0             | -                    | 0                    | -0                   | 18     | -30    |
| 1935/36 | Sampierdarenese | Serie A | 17     | 32         | IP            | 1             | -2            | -                    | 0                    | -0                   | 18     | -34    |
| 1936/37 | Sampierdarenese | Serie A | 10     | -16        | -             | 0             | -0            | -                    | 0                    | -0                   | 10     | -16    |
| 1937/38 | Liguria         | Serie A | 26     | -36        | IP            | 4             | -6            | -                    | 0                    | -0                   | 30     | -42    |
| 1938/39 | Liguria         | Serie A | 9      | -15        | -             | 0             | -0            | -                    | 0                    | -0                   | 9      | -15    |
| 1940/41 | Spezia          | Serie B | 9      | -?         | -             | 0             | 0             | -                    | 0                    | -0                   | 9      | -?     |
| 1941/42 | Sampierdarenese | Serie A | 11     | -19        | -             | 0             | -0            | -                    | 0                    | -0                   | 11     | -19    |
| 1942/43 | Sampierdarenese | Serie A | 5      | -11        | -             | 0             | -0            | -                    | 0                    | -0                   | 5      | -11    |
| Celkově | Celkově         | Celkově | 186    | -157+      | -             | 5             | -8            | -                    | 0                    | -0                   | 191    | -165+  |

## Úspěchy

### Reprezentační
- 1× na OH (1936 – zlato)